# (18636) Villedepompey
(18636) Villedepompey (1998 EF2) – planetoida z grupy pasa głównego asteroid okrążająca Słońce w ciągu 4,98 lat w średniej odległości 2,91 j.a. Odkryta 2 marca 1998 roku.